# Isabela (ö)
Isabela är den största ön i ögruppen Galapagosöarna, som tillhör Ecuador. Isabela har en yta på 4 640 kvadratkilometer vilket är ungefär 4 gånger större än Santa Cruz, den näst största av öarna. Ekvatorn går över Isabela.

## Galleri

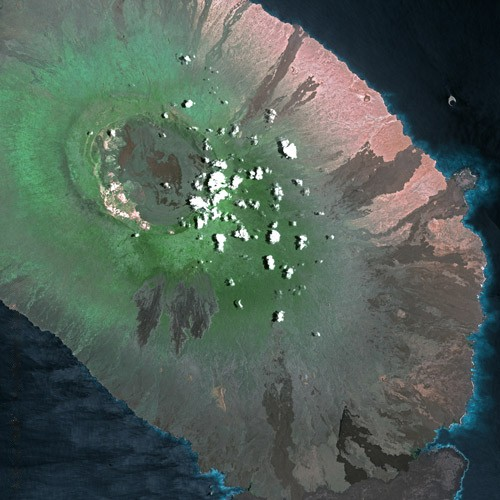
Isabela sedd från SPOT-satelliterna.
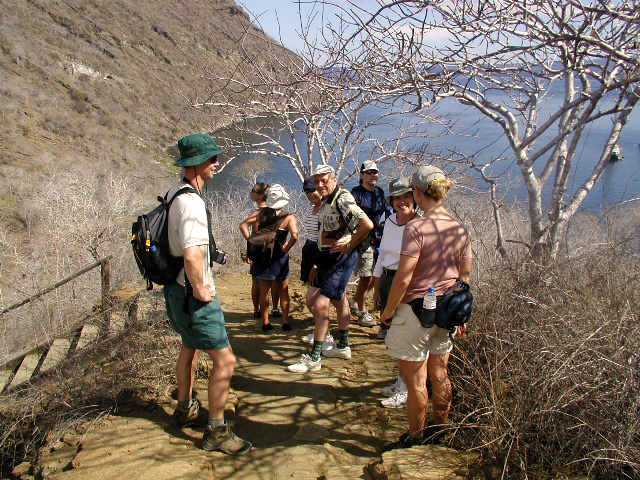
Hajk vid Tagus Cove
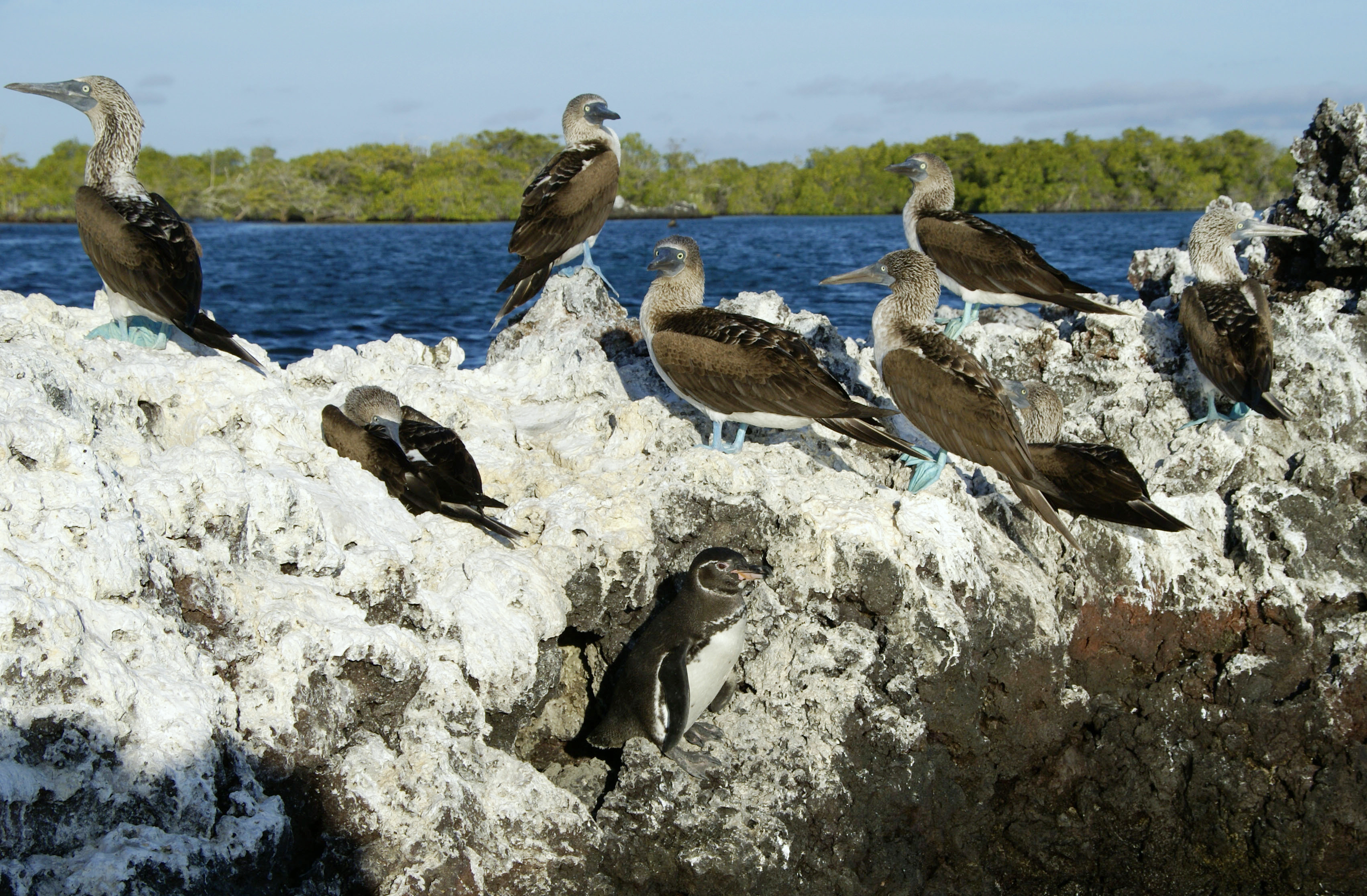
Blåfotad sula och en Galapagospingvin vid Elizabeth Bay, Isabela.